# خانالی‌لار (شوشی)
خانالی‌لار (به لاتین: Xanalılar) یک منطقه مسکونی در جمهوری آذربایجان است که در شهرستان شوشی واقع شده است.